# Ilha de Reichenau
A ilha de Reichenau está localizada no Lago Constança, no sul da Alemanha, aproximadamente a 47°42′ N 9° 4′ E. A ilha possui 5 km de comprimento e 2 km de largura. Está situada entre o Gnadensee e Untersee e unida a terra firme por uma passagem de 400 metros.
A ilha tem no seu solo um mosteiro beneditino, fundado em 724 e secularizado em 1799, que foi o principal foco artístico e literário durante os séculos IX-XI. Em 2000 o referido mosteiro foi considerado Património Mundial da Humanidade.

## História
O nome originário em alemânico da ilha de Reichenau era Sindleozesauua ou  simplesmente ilha de Ow ou Auua. Mais tarde este nomes foram latinizados, tornando-se Augia para depois tornar-se Augia felix, ou Augia Ricca, modificando-se para Richenow ou Richenau.